# Vlastislav Mareček
Vlastislav Mareček (15. dubna 1966 Uherské Hradiště – 2. září 2007 Praha) byl český fotbalista a fotbalový trenér.
Jako hráč hrál za FK Kunovice (1974-1989), zde začala i jeho trenérská kariéra (1989-1994). Dále trénoval Synot Staré Město (1994-1995), Zlín (1995-2004), FK Teplice (2004-2006). Působil také jako asistent reprezentace ČR do 16 let (1997-1998), do 18 let (1998-2000), do 20 let (2000-2001),
do 19 let (2002-2003), do 21 let (od 2004-2007).
Bilance v české lize: 106 utkání, 45 výher, 31 remíz, 30 proher.
Zemřel na rakovinu, se kterou opakovaně bojoval. První léčba v roce 2002 byla úspěšná, na přelomu let 2006/2007 se ale objevila recidiva onemocnění. Několik měsíců se léčil v Masarykově onkologickém ústavu v Brně, později v nemocnici na Karlově náměstí v Praze, kde také zemřel. S manželkou Hanou měli dva syny, Martina a Davida. Sport měl nejen jako povolání i jako zálibu. Kromě fotbalu se věnoval tenisu, lyžování a hudbě.